# Bill Flagg
Bill Flagg (* 1934 in Waterville, Maine) ist ein US-amerikanischer Country- und Rockabilly-Sänger, der als erstes den Begriff „Rockabilly“ benutzte.

## Leben

### Kindheit und Jugend

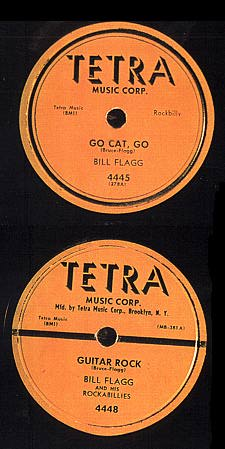
Bill Flaggs Platten bei den Tetra Records

Geboren und aufgewachsen in Maine, zog Flagg mit seiner die Familie kurz vor Beginn des Zweiten Weltkriegs  nach Connecticut. Flaggs Großvater war der örtliche Milchauslieferer.

### Karriere
Seine Karriere startete er im Radio als „Singing Cowboy“ als The Lone Pine Cowboy. Dann wechselte er zum Bluegrass, bevor er um 1954 mit seinem Freund John Sligar zum Rockabilly wechselte. Flagg ist der erste bekannte Musiker, der diesen Begriff verwendete. Der Musikstil als solchen gab es schon vorher und wurde von Musikern wie Hardrock Gunter und Roy Hall gespielt. Durch seine steigende Popularität im Radio erhielt er von den Tetra Records in New York City einen Plattenvertrag. Mit seinen Bandkollegen Cat Gibson und Ted Barton, die sich von nun an The Rockabillies nannten, spielte Flagg 1956 seine ersten Platten ein. Diese ersten Singles, unter anderem Go Cat Go und Guitar Rock, eingespielt mit einem Kontrabass und zwei Akustikgitarren, erreichten in den Billboard Charts relativ gute Platzierungen.
1958 wechselte Flagg zu den MGM Records und veröffentlichte seine letzte Single. Danach arbeitete er im Geschäft seiner Familie und half seinem Vater, der zuvor einen Herzinfarkt erlitten hatte. Nur an Wochenenden trat er in Bars und Kneipen auf. 27 Jahre nach seiner musikalischen Karriere überredete ihn sein Sohn Bob wieder aktiv in die Musikszene einzutreten. Daraufhin gründete Flagg eine Bluegrass-Band, die sich Hobo Bill and the Last Ride nannte. Seitdem tritt Bill Flagg wieder öffentlich auf.

## Diskografie

### Singles
- 1956: Go Cat Go / A Good Woman’s Leavin’ (Tetra Records)
- 1956: Guitar Rock / I’m So Lonely (Tetra Records)
- 1958: Doin’ My Time / I Will Always Love You (MGM Records)

### Album
- 19?? : Then And Now (HMC Records)[4]